# Nickulina (Rajcza)
Nickulina – część wsi Rajcza w Polsce, położona w województwie śląskim, w powiecie żywieckim, w gminie Rajcza, w Beskidzie Żywieckim, na obszarze Żywieckiego Parku Krajobrazowego. Zabudowania rozlokowane są wzdłuż potoku Nickulina.
W latach 1975–1998 Nickulina wraz z całą wsią Rajcza administracyjnie należała do województwa bielskiego.
Do 1982 w przysiółku funkcjonowała szkoła podstawowa (Szkoła Podstawowa nr 3 w Rajczy-Nickulinie). Została następnie zlikwidowana z powodu zmniejszania się liczby pobierających w niej naukę uczniów, którzy od tej pory uczęszczają do Szkoły Podstawowej w Rajczy.
Do 1991 w Nickulinie działało prewentorium, które było placówka leczniczą przeznaczoną dla dzieci zmagających się z chorobami górnych dróg oddechowych. Ośrodek został tu ulokowany ze względu na panujące w Nickulinie warunki klimatyczne, wspomagające leczenie tego typu schorzeń. Z uwagi na złą sytuację ekonomiczną placówki została ona zlikwidowana.
W 1995 dzięki wcześniejszym zabiegom mieszkańców oraz proboszcza parafii św. Wawrzyńca Diakona Męczennika i św. Kazimierza Królewicza w Rajczy ks. Zbigniewa Guszkiewicza wzniesiona została tu rzymskokatolicka kaplica pod wezwaniem Miłosierdzia Bożego. Jej poświęcenia dokonał w czerwcu 1995 biskup diecezji bielsko-żywieckiej ks. Tadeusz Rakoczy. 3 kwietnia 2005 został poświęcony nowy ołtarz w kaplicy, który został wykonany przez Kaziemierza Pietraszko z Buczkowic.
W 2005 Nickulina liczyła 190 mieszkańców.
W budynku dawnej szkoły podstawowej funkcjonuje współcześnie szkolne schronisko młodzieżowe (całoroczne od 1975 roku). W 2001 przy schronisku działalność rozpoczął Ośrodek Edukacji Ekologicznej.

## Galeria

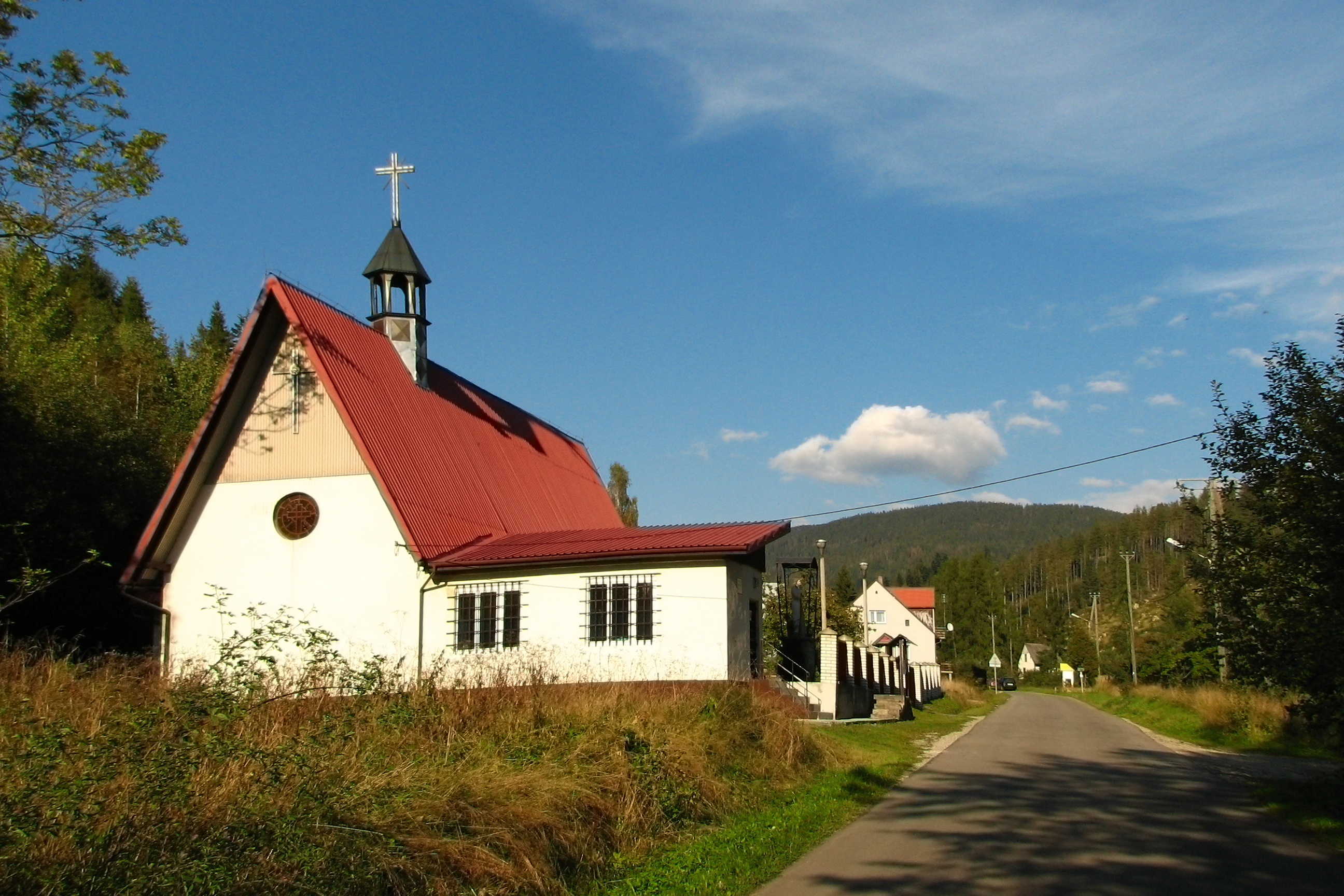
Kaplica Miłosierdzia Bożego (2007)
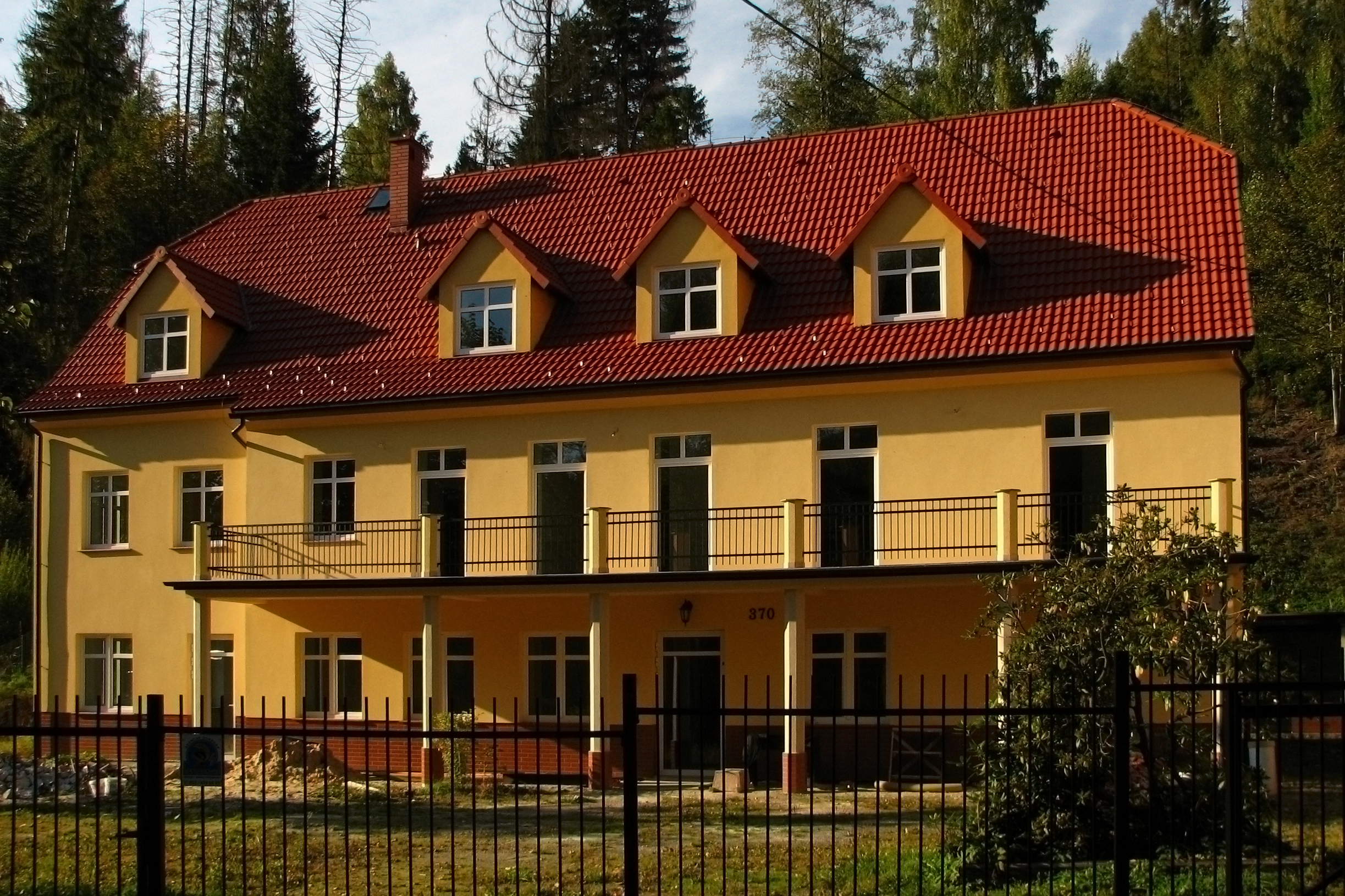
Dawne prewentorium dziecięce (2007)
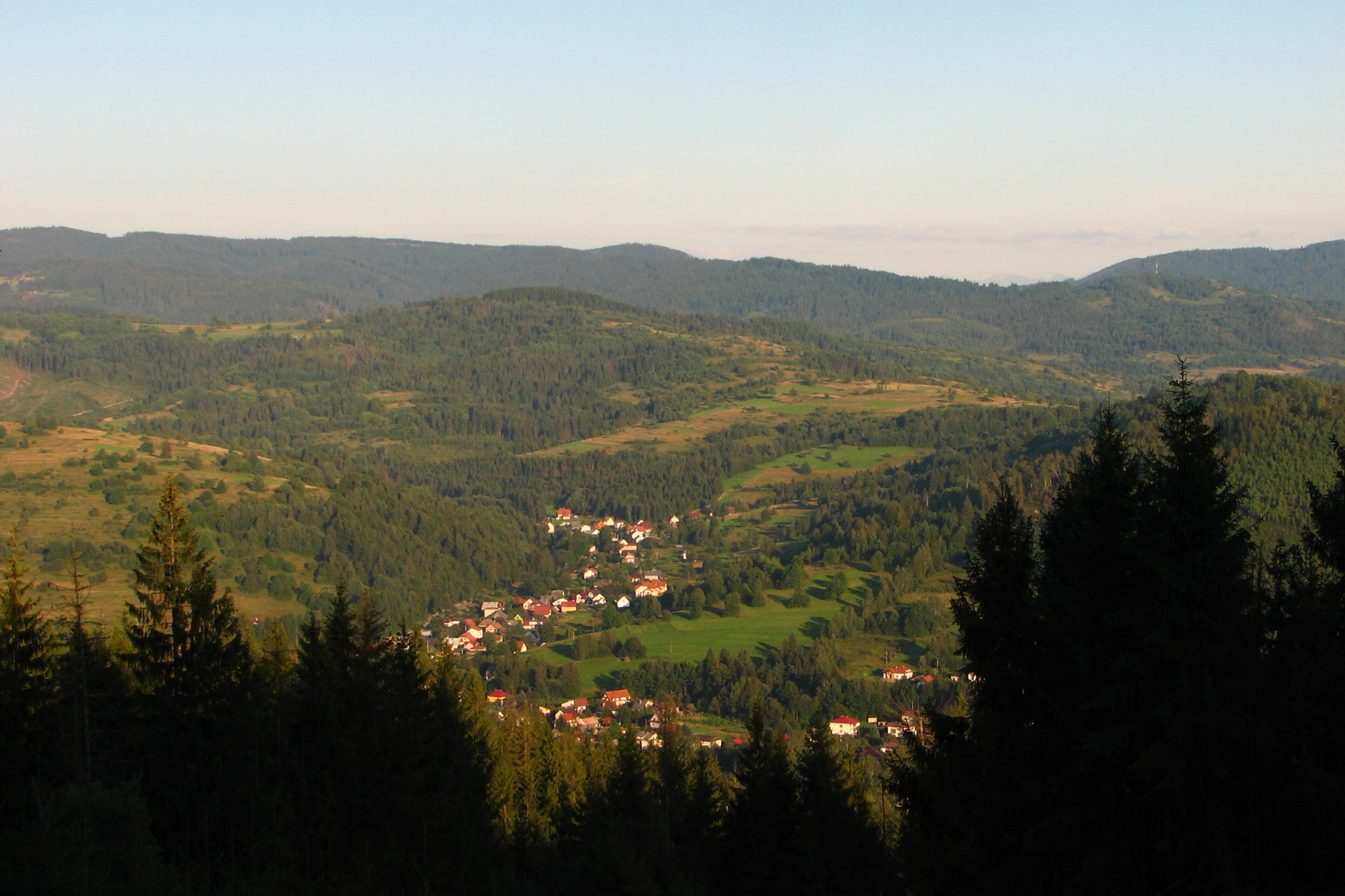
Kuchejdy z Biernatki (2008)